# Ctenicera kiesenwetteri
Ctenicera kiesenwetteri is een keversoort uit de familie kniptorren (Elateridae). De wetenschappelijke naam van de soort is voor het eerst geldig gepubliceerd in 1866 door Charles Brisout de Barneville.